# Nikolai Wassiljewitsch Tomski

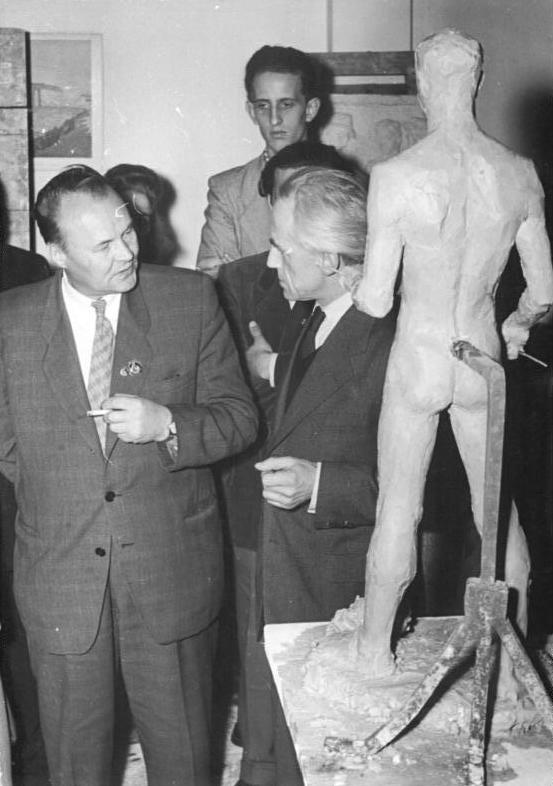
Nikolai Wassiljewitsch Tomski (links) mit Heinrich Drake (1953)

Nikolai Wassiljewitsch Tomski (russisch Николай Васильевич Томский, eigentlich Nikolai Wassiljewitsch Grischin; * 6.jul. / 19. Dezember 1900greg. in Ramuschewo; † 22. November 1984 in Moskau) war ein sowjetischer Bildhauer.

## Leben
Nikolai Wassiljewitsch Tomski wurde am 19. Dezember 1900 als Sohn eines Schmiedes in Ramuschewo, im Gouvernement Nowgorod, geboren. Er studierte von 1923 bis 1927 an der Kunstakademie Leningrad bei Wsewolod Lischew und schloss es als Bildhauer ab. Die erste große Anerkennung – Verleihung des Stalinpreise 1941 – bekam er mit der Schaffung des Denkmals für Sergei Kirow in Leningrad. Des Weiteren formte er serienweise Statuen von Josef Stalin, Büsten von Helden der Sowjetunion und mindestens fünf große Leninstatuen in der Sowjetunion sowie mehrere Denkmäler und monumentale Reliefs in Moskau und anderen Städten. Er war Schöpfer einer Stalinstatue, von dem bronzene Abgüsse in verschiedenen Orten wie Taschkent, Simferopol, Rostow am Don und Ulan-Bator zur Aufstellung kamen, darunter 1951 das Stalindenkmal in Berlin, das 1961 zerstört wurde. Tomskis zu Lenins hundertstem Geburtstag in Ost-Berlin 1970 aufgestelltes Lenindenkmal aus rotem Granit wurde 1992 demontiert. Tomskis Werke sind klassische Beispiele des Sozialistischen Realismus.
Tomski war ab 1949 Mitglied der Akademie der Künste der UdSSR und von 1968 bis 1983 deren Präsident. Weiterhin war er von 1970 bis 1984 Korrespondierendes Mitglied der Akademie der Künste der DDR in der Sektion Bildende Kunst. Im Jahre 1942 zog er nach Moskau und lehrte ab 1948 an der Moskauer Surikow Kunsthochschule, deren Rektor er von 1964 bis 1970 wurde. 1960 bis 1968 leitete er die Bildhauerabteilung an der Akademie der Künste in Leningrad.

## Werke (Auswahl)

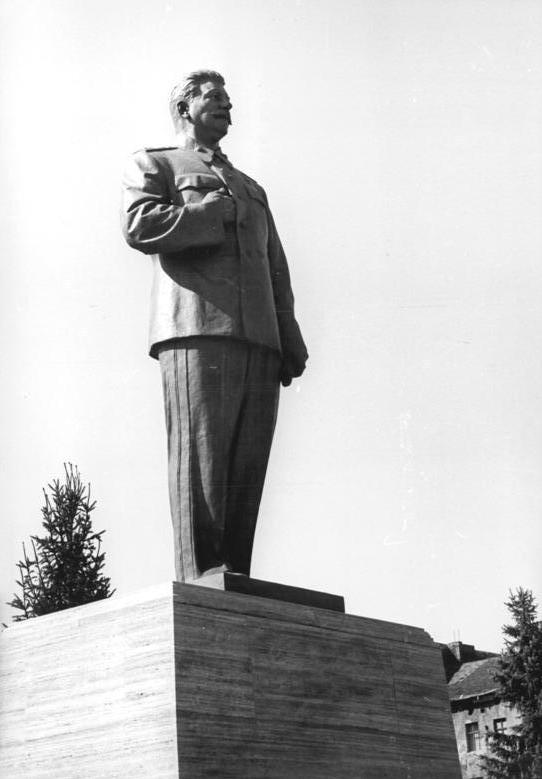
Stalindenkmal in der Stalinallee, Berlin 1951

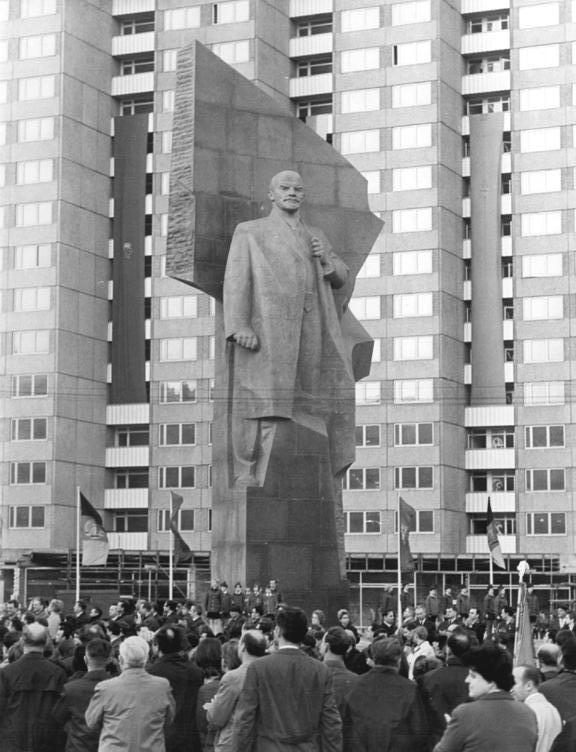
Lenindenkmal am Leninplatz, Berlin 1970

- 1938: Denkmal für Sergei Kirow in Leningrad
- Denkmal für W. I. Lenin in Woronesch
- 1949: Denkmal für W. I. Lenin in Orel
- Stalin-Denkmal (Verteidigung von Leningrad)
- 1949: Denkmal für Armeegeneral Iosif Rodionowitsch Apanasenko in Belgorod; Stalin-Preis 1950
- 1949: Denkmal-Büste dreimaliger Held der Sowjetunion im Dorf Obraschejewka in der Oblast Sumy, Ukrainische SSR
- 1950: Denkmal für General Iwan Tschernjachowski in Vilnius; 1991 zerlegt und verlegt nach Woronesch, wieder eingeweiht am 9. Mai 1993
- 1951 (17. Juni): Denkmal-Büste für den zweimaligen Helden der Sowjetunion Musa Garejew im Haus des Helden im Dorf Iljakschide Ilischewski Rayon in der baschkirischen ASSR; 1967 auf einen öffentlichen Platz in Ufa versetzt
- 1951: Denkmal für Stalin in Berlin (Ost), (unsigniert, auch G. N. Postnikow zugeschrieben)
- 1952: Denkmal für Nikolai Gogol
- 1952: Denkmal für W. I. Lenin in Vilnius
- 1952: Denkmal für W. I. Lenin in Irkutsk
- 1954: Denkmal für Michail Lomonossow vor dem Hauptgebäude der Moskauer Staatlichen Universität auf den Leninbergen
- 1957: Denkmal für W. I. Lenin in Murmansk
- 1958: Denkmal-Büste von Michail Illarionowitsch Kutusow vor der „Kutusow-Hütte“
- 1958: Denkmal am Leninplatz Freiheit in Wologda
- 1959: Denkmal für Admiral Pawel Stepanowitsch Nachimow in Sewastopol
- 1960: Denkmal für W. I. Lenin in Saransk (1960)
- 1964: Monument Lena Golikow in Nowgorod
- 1964: Denkmal für Iwan Danilowitsch Tschernjachowski in Vilnius
- 1966: Denkmal für W. I. Lenin in Schelesnowodsk
- 1967: Denkmal für W. I. Lenin in Klimowsk
- 1970: Büste von Josef Stalin am Grab in Moskau an der Kremlmauer
- 1970: Lenindenkmal in Berlin; 1991 abgerissen, der Kopf im Museum der Zitadelle Spandau
- Büste von Semjon Michailowitsch Budjonny am Grab Budjonnys an der Kremlmauer
- 1973: Denkmal für Michail Illarionowitsch Kutusow in Moskau
- 1975: skulpturale und architektonische Komposition am Grabmal des unbekannten Soldaten an der Kremlmauer in Moskau
- 1975: Lenin-Statue für die sächsische Stadt Riesa. Die Statue ist auch heute noch erhalten und steht im sowjetischen Ehrenfriedhof in Riesa[1].
- 1977: Denkmal-Büste für Alexei Kossygin im Moskauer Park des Sieges in Leningrad

## Ehrungen
- Stalinpreis (1947)
- Volkskünstler der UdSSR (1960)
- Held der Sozialistischen Arbeit (1970)
- dreifacher Träger des Leninordens (1970)
- Orden der Oktoberrevolution
- Orden des Roten Banners der Arbeit
- Leninpreis (1972) – für das Lenindenkmal aus Granit in Berlin (1970)
- Stalinpreis zweiten Grades: 1941, 1949, 1952
- Stalinpreis ersten Grades: 1948 und 1950
- Staatspreis der UdSSR (1979)
- Staatspreis der RSFSR Repin (1975)
- Karl-Marx-Orden der DDR